# Stromatolit
Stromatoliti (grč. strōma - podloga; lithos - stijena) su najstariji fosilni ostatci cijanobakterija koje su oblika polukugle, u koncentričnim slojevima. Stari su otprilike 3,5 milijarde godina. Oni sadrže i neke od najstarijih tragova o životu na Zemlji. Većinom se u obliku pokrova nalaze na dnu plitkovodnoga okoliša normalne temperature, u zoni plime i oseke, ali i u nekim dubokovodnim toplim izvorima bogatima otopljenim metalnim solima i silicijevim spojevima. Danas ih nalazimo u najvećem broju duž obale Zapadne Australije i Brazila, a kod nas ih ima na otoku Pagu.